# Collegio di Wantage
Wantage è stato un collegio elettorale inglese situato nell'Oxfordshire rappresentato alla camera dei Comuni del parlamento del Regno Unito. Eleggeva un membro del parlamento con il sistema maggioritario a turno unico; il collegio è stato abolito in occasione della revisione periodica del 2024.

## Estensione
- 1983-2010: i ward del distretto di Vale of White Horse di Appleton, Craven, Drayton, Faringdon and Littleworth, Greendown, Grove, Harwell and Chilton, Hendred, Icknield, Island Villages, Kingston Bagpuize and Southmoor, Longworth, Marcham, Segsbury, Shrivenham, Stanford, Steventon, Sutton Courtenay, The Coxwells e Upton and Blewbury, e i ward del distretto di South Oxfordshire di Brightwell, Cholsey, Didcot North, Didcot Northbourne, Didcot South, Hagbourne e Wallingford.
- 2010-2024: i ward del distretto di Vale of White Horse di Blewbury and Upton, Craven, Drayton, Faringdon and The Coxwells, Greendown, Grove, Hanneys, Harwell, Hendreds, Kingston Bagpuize with Southmoor, Longworth, Marcham and Shippon, Shrivenham, Stanford, Sutton Courtenay and Appleford, Wantage Charlton e Wantage Segsbury e i ward del distretto di South Oxfordshire di Brightwell, Cholsey and Wallingford South, Didcot All Saints, Didcot Ladygrove, Didcot Northbourne, Didcot Park, Hagbourne e Wallingford North.

## Membri del parlamento
| Elezione | Elezione       | Deputato              | Partito          |
| -------- | -------------- | --------------------- | ---------------- |
|          | 1983           | Robert Victor Jackson | Conservatore     |
|          | 2005           | Robert Victor Jackson | Laburista        |
|          | 2005           | Ed Vaizey             | Conservatore     |
|          | Set 2019       | Ed Vaizey             | Indipendente     |
|          | Ott 2019       | Ed Vaizey             | Conservatore     |
| 2019     | David Johnston |                       | Conservatore     |
|          | 2024           | Collegio abolito      | Collegio abolito |

## Elezioni

### Elezioni negli anni 2010
| Partito                    | Partito                                   | Candidato                  | Risultati 12 dicembre 2019 | Risultati 12 dicembre 2019 |
| Partito                    | Partito                                   | Candidato                  | Voti                       | %                          |
| -------------------------- | ----------------------------------------- | -------------------------- | -------------------------- | -------------------------- |
|                            | Conservatore                              | David Johnston             | 34 085                     | 50,74                      |
|                            | Lib Dem                                   | Richard Benwell            | 21 432                     | 31,91                      |
|                            | Laburista                                 | Jonny Roberts              | 10 181                     | 15,16                      |
|                            | Indipendente                              | Mark Gray                  | 1 475                      | 2,20                       |
|                            |                                           |                            |                            |                            |
| Iscritti                   | Iscritti                                  | Iscritti                   | 90 875                     | 100,00                     |
| ↳ Votanti (% su iscritti)  | ↳ Votanti (% su iscritti)                 | ↳ Votanti (% su iscritti)  | 67 173                     | 73,92                      |
| ↳ Astenuti (% su iscritti) | ↳ Astenuti (% su iscritti)                | ↳ Astenuti (% su iscritti) | 23 702                     | 26,08                      |
|                            |                                           |                            |                            |                            |
|                            | Esito: collegio confermato a Conservatore |                            |                            |                            |

| Partito                    | Partito                                   | Candidato                  | Risultati 8 giugno 2017 | Risultati 8 giugno 2017 |
| Partito                    | Partito                                   | Candidato                  | Voti                    | %                       |
| -------------------------- | ----------------------------------------- | -------------------------- | ----------------------- | ----------------------- |
|                            | Conservatore                              | Ed Vaizey                  | 34 459                  | 54,18                   |
|                            | Laburista Co-Op                           | Rachel Eden                | 17 079                  | 26,85                   |
|                            | Lib Dem                                   | Christopher Carrigan       | 9 234                   | 14,52                   |
|                            | Verdi                                     | Sue Ap-Roberts             | 1 546                   | 2,43                    |
|                            | UKIP                                      | David McLeod               | 1 284                   | 2,02                    |
|                            |                                           |                            |                         |                         |
| Iscritti                   | Iscritti                                  | Iscritti                   | 87 726                  | 100,00                  |
| ↳ Votanti (% su iscritti)  | ↳ Votanti (% su iscritti)                 | ↳ Votanti (% su iscritti)  | 63 602                  | 72,50                   |
| ↳ Astenuti (% su iscritti) | ↳ Astenuti (% su iscritti)                | ↳ Astenuti (% su iscritti) | 24 124                  | 27,50                   |
|                            |                                           |                            |                         |                         |
|                            | Esito: collegio confermato a Conservatore |                            |                         |                         |

| Partito                    | Partito                                   | Candidato                  | Risultati 7 maggio 2015 | Risultati 7 maggio 2015 |
| Partito                    | Partito                                   | Candidato                  | Voti                    | %                       |
| -------------------------- | ----------------------------------------- | -------------------------- | ----------------------- | ----------------------- |
|                            | Conservatore                              | Ed Vaizey                  | 31 092                  | 53,31                   |
|                            | Laburista                                 | Stephen Webb               | 9 343                   | 16,02                   |
|                            | Lib Dem                                   | Alex Meredith              | 7 611                   | 13,05                   |
|                            | UKIP                                      | Lee Upcraft                | 7 288                   | 12,50                   |
|                            | Verdi                                     | Kate Prendergast           | 2 986                   | 5,12                    |
|                            |                                           |                            |                         |                         |
| Iscritti                   | Iscritti                                  | Iscritti                   | 82 958                  | 100,00                  |
| ↳ Votanti (% su iscritti)  | ↳ Votanti (% su iscritti)                 | ↳ Votanti (% su iscritti)  | 58 320                  | 70,30                   |
| ↳ Astenuti (% su iscritti) | ↳ Astenuti (% su iscritti)                | ↳ Astenuti (% su iscritti) | 24 638                  | 29,70                   |
|                            |                                           |                            |                         |                         |
|                            | Esito: collegio confermato a Conservatore |                            |                         |                         |

| Partito                    | Partito                                   | Candidato                  | Risultati 6 maggio 2010 | Risultati 6 maggio 2010 |
| Partito                    | Partito                                   | Candidato                  | Voti                    | %                       |
| -------------------------- | ----------------------------------------- | -------------------------- | ----------------------- | ----------------------- |
|                            | Conservatore                              | Ed Vaizey                  | 29 284                  | 51,98                   |
|                            | Lib Dem                                   | Alan Armitage              | 15 737                  | 27,93                   |
|                            | Laburista                                 | Steven Mitchell            | 7 855                   | 13,94                   |
|                            | UKIP                                      | Jacqueline Jones           | 2 421                   | 4,30                    |
|                            | Verdi                                     | Adam Twine                 | 1 044                   | 1,85                    |
|                            |                                           |                            |                         |                         |
| Iscritti                   | Iscritti                                  | Iscritti                   | 80 487                  | 100,00                  |
| ↳ Votanti (% su iscritti)  | ↳ Votanti (% su iscritti)                 | ↳ Votanti (% su iscritti)  | 56 341                  | 70,00                   |
| ↳ Astenuti (% su iscritti) | ↳ Astenuti (% su iscritti)                | ↳ Astenuti (% su iscritti) | 24 146                  | 30,00                   |
|                            |                                           |                            |                         |                         |
|                            | Esito: collegio confermato a Conservatore |                            |                         |                         |

### Elezioni negli anni 2000
| Partito                    | Partito                                   | Candidato                  | Risultati 5 maggio 2005 | Risultati 5 maggio 2005 |
| Partito                    | Partito                                   | Candidato                  | Voti                    | %                       |
| -------------------------- | ----------------------------------------- | -------------------------- | ----------------------- | ----------------------- |
|                            | Conservatore                              | Ed Vaizey                  | 22 354                  | 43,05                   |
|                            | Lib Dem                                   | Andrew Crawford            | 14 337                  | 27,61                   |
|                            | Laburista                                 | Mark McDonald              | 12 464                  | 24,00                   |
|                            | Verdi                                     | Adam Twine                 | 1 332                   | 2,56                    |
|                            | UKIP                                      | Nikolai Tolstoy            | 798                     | 1,54                    |
|                            | Democratici                               | Gerald Lambourne           | 646                     | 1,24                    |
|                            |                                           |                            |                         |                         |
| Iscritti                   | Iscritti                                  | Iscritti                   | 76 145                  | 100,00                  |
| ↳ Votanti (% su iscritti)  | ↳ Votanti (% su iscritti)                 | ↳ Votanti (% su iscritti)  | 51 931                  | 68,20                   |
| ↳ Astenuti (% su iscritti) | ↳ Astenuti (% su iscritti)                | ↳ Astenuti (% su iscritti) | 24 214                  | 31,80                   |
|                            |                                           |                            |                         |                         |
|                            | Esito: collegio confermato a Conservatore |                            |                         |                         |

| Partito                    | Partito                                   | Candidato                  | Risultati 7 giugno 2001 | Risultati 7 giugno 2001 |
| Partito                    | Partito                                   | Candidato                  | Voti                    | %                       |
| -------------------------- | ----------------------------------------- | -------------------------- | ----------------------- | ----------------------- |
|                            | Conservatore                              | Robert Jackson             | 19 475                  | 39,64                   |
|                            | Laburista                                 | Stephen Beer               | 13 875                  | 28,24                   |
|                            | Lib Dem                                   | Neil Fawcett               | 13 776                  | 28,04                   |
|                            | Verdi                                     | David Brooks-Saxl          | 1 062                   | 2,16                    |
|                            | UKIP                                      | Nikolai Tolstoy            | 941                     | 1,92                    |
|                            |                                           |                            |                         |                         |
| Iscritti                   | Iscritti                                  | Iscritti                   | 76 168                  | 100,00                  |
| ↳ Votanti (% su iscritti)  | ↳ Votanti (% su iscritti)                 | ↳ Votanti (% su iscritti)  | 49 129                  | 64,50                   |
| ↳ Astenuti (% su iscritti) | ↳ Astenuti (% su iscritti)                | ↳ Astenuti (% su iscritti) | 27 039                  | 35,50                   |
|                            |                                           |                            |                         |                         |
|                            | Esito: collegio confermato a Conservatore |                            |                         |                         |

## Risultati dei referendum

### Referendum sulla permanenza del Regno Unito nell'Unione europea del 2016
|             | Collegio    | Lasciare UE % | Rimanere in UE % |
| ----------- | ----------- | ------------- | ---------------- |
|             | Wantage     | 46,4%         | 53,6%            |
|             | Inghilterra | 53,3%         | 46,7%            |
| Regno Unito | 51,9%       | 48,1%         |                  |